# Chicago Breakdown
Chicago Breakdown ist eine Komposition von Jelly Roll Morton aus dem Jahr 1926.
Chicago Breakdown ist eine Komposition des prämodernen Jazz (32 Takte in der Form AB). 1940 wurde sie von Louis Armstrong veröffentlicht, enthalten in dessen 50 Hot Choruses for Cornet.  
Eine Einspielung in neuerer Zeit stammt von Dieter Manderscheid und Thomas Heberer auf deren Album Chicago Breakdown von 1989 mit Titeln von Jelly Roll Morton.